# Cassano Magnago
Pour les articles homonymes, voir Cassano.
Cassano Magnago est une commune italienne de la province de Varèse dans la région Lombardie en Italie.

## Toponyme
Cassano provient du nom de personnes latin de Cassius avec ajout du suffixe génitif -anus. 
'Magnago provient du nom latin de Manius avec ajout du suffixe -acus.

## Administration
| Période                                  | Période  | Identité       | Étiquette    | Qualité |
| ---------------------------------------- | -------- | -------------- | ------------ | ------- |
| 12/6/2007                                | En cours | Aldo Morniroli | centre droit |         |
| Les données manquantes sont à compléter. |          |                |              |         |

### Communes limitrophes
| Oggiona con Santo Stefano,Cavaria con Premezzo | Carnago         | Cairate       |
| Gallarate                                      | Cassano Magnago | Fagnano Olona |
|                                                | Busto Arsizio   |               |

## Personnalités liées à Cassano Magnago
- Ivan Basso, cycliste, vainqueur du Tour d'Italie 2006 et du Tour d'Italie 2010 réside à Cassano Magnago.
- Umberto Bossi, né le 19 septembre 1941 à Cassano Magnago. Ministre des Réformes pour le fédéralisme et président de la Ligue du Nord.
- Wladimiro Panizza,est mort le 21 juin 2002 à Cassano Magnago) était un coureur cycliste professionnel italien